# Lepidothrix iris
El saltarín opalescente (Lepidothrix iris), también denominado saltarín de cabeza de ópalo, es una especie de ave paseriforme de la familia Pipridae perteneciente al género Lepidothrix. Es endémica del centro oriente de la Amazonia brasileña.

## Distribución y hábitat
Se distribuye en la región amazónica, en el suroeste y este de Pará hasta el noroeste de Maranhão.
Esta especie es considerada poco común y local en su hábitat natural: el sotobosque de selvas húmedas de «terra firme» y bosques secundarios hasta los 400 m de altitud.

## Estado de conservación
Esta especie ha sido calificada como vulnerable por la Unión Internacional para la Conservación de la Naturaleza (IUCN) debido a que su población total, estimada entre 250 000 y 1 500 000 individuos maduros, y a pesar de considerada bastante común, se presume estar en decadencia superior al 30% a lo largo de 3 generaciones debido a la pérdida de hábitat resultante de la intensa deforestación en su zona.

## Sistemática

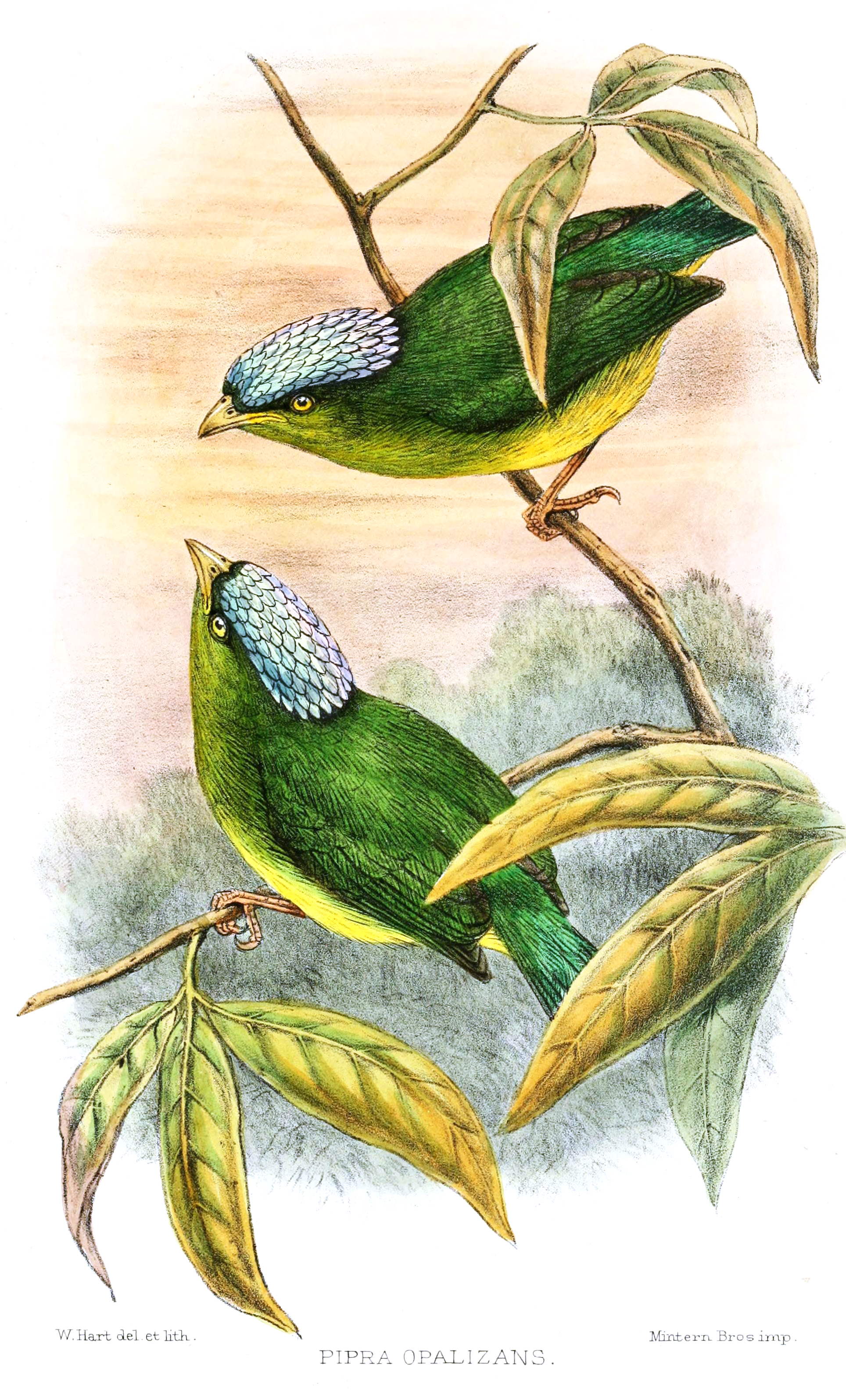
Lepidothrix iris, ilustración de Hart para The Ibis, 1898.

### Descripción original
La especie L. iris fue descrita por primera vez por el zoólogo suizo Heinrich Rudolf Schinz en 1851 bajo el nombre científico Pipra iris; la localidad tipo es: «Guyana”; error = Belém, Pará, Brasil.»

### Etimología
El nombre genérico femenino «Lepidothrix» se compone de las palabras del griego «lepis, lepidos» que significa ‘escama’, ‘floco’, y «thrix, trikhos» que significa ‘cabello’; y el nombre de la especie «iris», proviene de la mitología griega: Iris, la diosa del arco iris, hija de Thaumas y Electra, mensajera de Juno; «ιρις iris, ιριδος iridos»: arco iris.

### Taxonomía
Los estudios genéticos sugieren que la subespecie eucephala no es el pariente más cercano de la subespecie iris, pero los llamados de alerta de ambos taxones son aparentemente iguales; las diferenciaas de plumaje son la frente verde del macho de iris y la corona vagamente azul de la hembra de eucephala. Probablemente sea pariente próximo de Lepidothrix vilasboasi y L. nattereri.

### Subespecies
Según las clasificaciones del Congreso Ornitológico Internacional (IOC) y Clements Checklist/eBird, se reconocen dos subespecies, con su correspondiente distribución geográfica:
- Lepidothrix iris eucephala (Todd, 1928) – suroeste de Pará (orilla derecha del bajo río Tapajos), centro norte de Brasil.
- Lepidothrix iris iris (Schinz, 1851) – este de Pará (cercanías de Belém) hacia el este hasta el noroeste de Maranhão y al sur hasta el alto río Xingú.